# Ingeborg Brams
Ingeborg Brams (født 9. december 1921 i Hobro, død 14. oktober 1989 smst.) var en dansk skuespillerinde.
Hun gennemgik Det kongelige Teaters elevskole 1939-1941 og var herefter tilknyttet teatret i 18 år kun afbrudt i 1951-1952 af et gæstespil på Frederiksberg Teater. Undervist af instruktør Holger Gabrielsen, der på samme elevhold havde andre kommende store navne som Preben Lerdorff Rye, Preben Neergaard, Bendt Rothe, Lisbeth Movin og Preben Mahrt. Gabrielsen anså Brams som et af de største talenter, han havde haft.[kilde mangler]
Der var ingen tvivl om Ingeborg Brams' rige evner. Hun fik flere store roller på teatret: Ullabella, Jeanne d'Arc på Bålet, (Cæsar og) Kleopatra, Agnès i Fruentimmerskolen (Molière) og Nora i Et dukkehjem (Ibsen), Eliza i My Fair Lady, Hedvig i "Vildanden" osv. Midt i karrieren blev hun ramt af alvorlig sceneskræk og trak sig tilbage fra skuespillet. Hun nåede derfor ikke som planlagt og indstuderet at spille Eliza i My Fair Lady (1960), og efter megen ståhej blev rollen på få dage indlært og overtaget af Gerda Gilboe.
Det blev også til medvirken i et par revyer. Forestillingen Holder De af Brams, Passer og Petersen? i 1962 på A.B.C. Teatret sammen med Dirch Passer og Kjeld Petersen, hvori der bl.a. indgik et My Fair Lady potpourri, nåede kun en forestilling (premieren), da Kjeld Petersen døde dagen efter. Herefter spillede Brams i Amagerrevyen På’en igen i 1978 med bl.a. Grethe Sønck og Kai Løvring. Mest brugte Ingeborg Brams de sidste tyve år af sit liv på oplæsning på teatre, i kirker og i radioen, ligesom hun medvirkede i et par tv-spil.
I bogen Danske Skuespillere (2003) af Morten Pill udtaler Ghita Nørby: ""Hun havde en forunderlig forvandlingsevne, hun havde en stor ånd, hun havde en sjælden stemme, et lys rundt om sig. Det var som om dette lys ramte hende indad, hun blev ramt af sig selv og gik i stykker indefra". Ved Brams' død skrev en kendt anmelder i nekrologen "En meget stor skuespillerinde, måske sin generations største. Sådan som hun var i de første knap 20 år af sit liv som skuespillerinde, står hun og vil vedblive at stå som det vidunderligste, man har set på et filmlærred og på en scene".
Hun modtog Tagea Brandts Rejselegat 1952, Teaterpokalen i 1954, Ridderkorset 1955, Bodil Ipsens Legat 1960 og Skuespillerforeningens Legat 1967, men mærkeligt nok aldrig Henkel-prisen.
Hun var gift tre gange og fik tre børn, blandt andre med digterpræsten Preben Thomsen og landsretssagfører Erik Vilhelm Petri. I ægteskabet med Petri blev hun stedmor til pianisten Hanne Petri og stedmormor til den verdensberømte danske blokfløjtespiller Michala Petri. Brams' egen datter Maria Petri medvirkede i moderens sidste film, Englen i sort, og er mor til Kaleidoskops teaterdirektør Martin Tulinius.

## Udvalgt filmografi
Ingeborg Brams har indspillet flere film og tv-spil, bl.a.:
- En søndag på Amager – 1941
- Tordenskjold går i land – 1942
- Når man kun er ung – 1943
- Drama på slottet – 1943
- Erik Ejegods pilgrimsfærd – 1943
- Mine kære koner – 1943
- Biskoppen – 1944
- Kartofler (dokumentarfilm) - 1944
- Koen (dokumentarfilm) - 1944
- Bente går til sygeplejen (kortfilm) - 1945
- Oktoberroser - 1946
- Lykke på rejsen - 1947
- Det tabte paradis (kortfilm) - 1948
- Café Paradis – 1950
- Døden (TV-Teatret, sendt direkte) - 1951
- Livet begynder i morgen (dokumentarfilm) - 1952
- Kong Midas datter (TV-Teatret) - 1953
- Kivfuglen (TV-Teatret) - 1955
- Situation (TV-Teatret) - 1956
- Frøken Julie (TV-Teatret) - 1956
- Rejsen til de grønne skygger (TV-Teatret) - 1957
- Englen i sort – 1957
- Kærlighed (TV-Teatret) - 1960
- Den stærkeste (TV-Teatret) - 1969
- Niels Steensens liv og død (kortfilm) - 1971
- Privatlivets fred (TV-Teatret) - 1973
- Nu skal du bare høre (TV-Teatret) - 1976
- Sanct Hansaften-spil (TV-Teatret) - 1979